# Sulfate d'argent
Le sulfate d'argent est un composé ionique de l'argent utilisé dans le placage à l'argent et comme un substitut du nitrate d'argent non tachant. Ce sulfate est stable dans les conditions ordinaires d'utilisation et de stockage, cependant il noircit à la lumière.

## Préparation
Le sulfate d'argent est préparé en ajoutant de l'acide sulfurique à une solution de nitrate d'argent. 
2 Ag+(aq) + SO42−(aq) → Ag2SO4 (s)
Le précipité est alors lavé dans de l'eau chaude. La préparation se fait sous lumière rouge.

## Propriétés

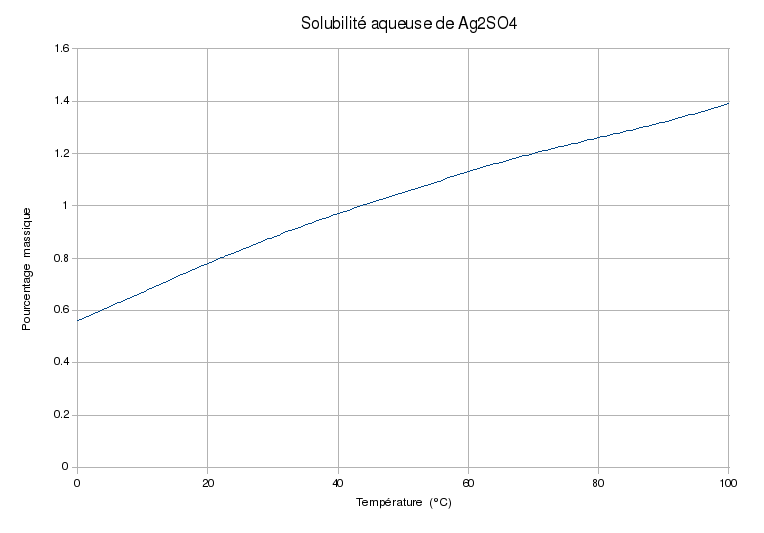
Solubilité aqueuse du sulfate d'argent

Le sulfate d'argent est peu soluble dans l'eau.